# 斯托伊卡·克勒斯特娃
斯托伊卡·熱利亞科娃·克勒斯特娃（1985年9月18日—），舊姓彼得羅娃（Петрова），保加利亞女子拳擊運動員，2016年世界女子拳擊錦標賽女子54公斤級銀牌得主、2018年世界女子拳擊錦標賽女子54公斤級銀牌得主、2020年夏季奧林匹克運動會女子51公斤級金牌得主。